# توماس والیس
توماس والیس (انگلیسی: Thomas Vallance؛ ۲۸ مارس ۱۹۲۴ – July 1980 (aged 56)) بازیکن فوتبال اهل بریتانیا بود.
از باشگاه‌هایی که در آن بازی کرده‌است می‌توان به باشگاه فوتبال تورکی یونایتد، باشگاه فوتبال آرسنال، و باشگاه فوتبال استوک سیتی اشاره کرد.